# 1 Bootis
1 Bootis, som är stjärnans Flamsteed-beteckning, är en dubbelstjärna i västra delen av stjärnbilden Björnvaktaren. Den har en kombinerad skenbar magnitud på ca 5,71 och är svagt synlig för blotta ögat där ljusföroreningar ej förekommer. Baserat på parallaxmätning inom Hipparcosuppdraget på ca 18,3 mas, beräknas den befinna sig på ett avstånd på ca 318 ljusår (ca 98 parsek) från solen. Stjärnan rör sig närmare solen med en heliocentrisk radiell hastighet av ca -25 km/s.

## Egenskaper
Primärstjärnan 1 Bootis A är en blå till vit stjärna i huvudserien av spektralklass A1 V. Den har en massa som är ca 2,5 gånger solens massa, en radie som är ca 2,5 gånger större än solens och utsänder ca 56 gånger mera energi än solen från dess fotosfär vid en effektiv temperatur på ca 9 900 K.
Stjärnan är en misstänkt variabel och har en skenbar magnitud av +5,75 som varierar utan fastställd amplitud eller periodicitet.
1 Bootis A har en följeslagare, 1 Bootis A, av skenbar magnitud 9,60 som möjligen är en stjärna i huvudserien med en massa liknande solens och utstrålar 76 procent av solens ljusstyrka vid en effektiv temperatur på 6 370 K. Konstellationen är en källa till röntgenstrålning, som troligen kommer från följeslagaren.